# 디옥시티미딘 삼인산
디옥시티미딘 삼인산(영어: deoxythymidine triphosphate, dTTP)은 생체 내에서 DNA 합성에 사용되는 4가지 뉴클레오사이드 삼인산 중 하나이다. 다른 디옥시리보뉴클레오사이드 삼인산과는 달리, 디옥시티미딘 삼인산은 종종 이름에서 "디옥시-" 접두사를 붙이지 않을 때도 있다.
디옥시티미딘 삼인산은 중합효소 연쇄 반응(PCR), 시퀀싱 및 클로닝에서 사용된다.